# Civetta
De Civetta is een 3220m hoge berg in de Dolomieten, in de provincie Belluno.
De Civetta is vooral bekend om zijn 1100m hoge noordwand, een van de hoogste rotswanden in Europa. De rotswand is ongeveer 4km breed en werd voor het eerste beklommen in 1925 door Solleder en Gustl Lettenbauer, hierbij enkel 15 slaghaken gebruikend wat erg weinig was voor die tijd. Het werd de eerste beklimming die een moeilijkheidsgraad van VI- kreeg.
Ook later bleef de noordwand van de Civetta een grote rol spelen in de ontwikkeling van nieuwe routes in moeilijkere klimniveaus. Opmerkelijk zijn onder andere de Phillip-Flamm-route, die grote bekendheid verwierf en de Comici-Benedetti op NNO-wand.